# John DeServio
John "JD" DeServio es un músico estadounidense, actual bajista de la agrupación de heavy metal Black Label Society. John ingresó a la banda en reemplazo de James LoMenzo en 2005.
JD también fue músico de la agrupación Pride & Glory junto al guitarrista Zakk Wylde y fundó la agrupación Cycle of Pain, grabando su álbum debut en 2009 con la discográfica Reform Records.

## Discografía

### Black Label Society
- Hangover Music Vol. VI (2004)
- Shot to Hell (2006)
- Order Of The Black (2010)
- The Song Remains Not the Same (2011)
- Unblackened (2013)
- Catacombs of the Black Vatican (2014)